# واتربيري
واتربيري (بالإنجليزية: Waterperry)‏ هي قرية وأبرشية مدينة، والآن هي جزء من أبرشية ووتربيري مع ثوملي في منطقة ساوث أوكسفوردشير في مقاطعة أكسفوردشير وقرب الحدود مع مقاطعة باكنغهامشير في إنجلترا. تقع بجوار نهر تيم، على بُعد حوالي 7 أميال (11 كيلومترًا) شرق مدينة أكسفورد. كنيسة الكنيسة الإنجليزية هنا، كنيسة سانت ماري العذراء، جزئيًا تعود للعصور الزمنية الزاحفة وتتميز بزجاجها المعشق البارز، والنصب التذكارية النحتية، ومقاعد الصناديق الجورجية، وألواح الذهب التذكارية.  في عام 1961 كان عدد سكان الرعية 161  في 1 إبريل 1994، تم إلغاء الأقضية المدنية ودمجها مع ثوملي لتشكيل "ووتربيري مع ثوملي". 
سجل تعداد عام 2011 البيانات المجتمعة للقرية مع بيانات ووترستوك، نظرًا للعدد الصغير لسكان القرية.
منزل واتربيري (بالإنجليزية: Waterperry House)‏ هو قصر يعود إلى القرن السابع عشر، جُدد في بداية القرن الثامن عشر لصالح السير جون كيرسون، وجُدد مرة أخرى حوالي عام 1820. الآنهو عبارة عن منزل مكون من سبعة خلجان وثلاثة طوابق مع درابزين حاجز وشرفة أيونية. 
يمتلك المنزل مساحات واسعة، وكان حتى عام 1971 يضم مدرسة واتربيري للبستنة تحت قيادة بياتريكس هافيرجال. منذ عام 1971، أصبح المنزل مملوكًا ومستخدمًا كملجأ ريفي من قبل كلية العلوم الاقتصادية.  أصبحت الحدائق الآن وجهة للأعمال البستانية والزائرين، حدائق واتربيري.  تضم الحدائق مساحة تبلغ 8 فدادين (3 هكتارات) وتشمل حدائق الورود والنباتات الجبلية، بالإضافة إلى حديقة متشابكة رسمية، وأسرّة لزراعة الفواكه والنباتات الصغيرة المدربة، وممشى على ضفاف النهر. وتحتوي أيضًا الممتلكات على مشاتل، وبساتين، ومركز لبيع النباتات، ومقهى للشاي. ولا تزال هناك دورات تعليمية في فن الزراعة تُدرّس هنا. وتستضيف الممتلكات مهرجان الفن والحرف السنوي بعنوان الفن بالعمل (بالإنجليزية: Art in Action)‏ في شهر يوليو.

## روابط خارجية
- كنائس معرض الغرب: أوكسفوردشاير واتربيري القديسة مريم العذراء
- حدائق واتربيري
- الفن في العمل